# Pterosemigastra
Pterosemigastra is een geslacht van vliesvleugeligen uit de familie Pteromalidae. De wetenschappelijke naam van dit geslacht is voor het eerst geldig gepubliceerd in 1915 door Girault & Dodd.

## Soorten
Het geslacht Pterosemigastra omvat de volgende soorten:
- Pterosemigastra nigriflagellum Girault & Dodd, 1915
- Pterosemigastra oenone Girault & Dodd, 1915